# Wander This World
Wander This World est un album de Jonny Lang paru en 1998.

## Titres
1. Still Rainin (McCabe)   – 4:49
2. Second Guessing (Z/McCabe) – 5:10
3. I Am (Prince/Z/Seacer) – 5:04
4. Breakin' Me (Lang/Bowe) – 4:32
5. Wander This World (Diethelm/McCabe) – 4:49
6. Walking Away (Lang/J.L. Williams) – 4:14
7. The Levee (Bowe/Lang) – 3:41
8. Angel of Mercy (McCabe/Henderson) – 4:30
9. Right Back (Williams/Kortchimar) – 3:59
10. Leaving to Stay (Bowe) – 4:35
11. Before You Hit the Ground (Bowe/Lang) – 3:55
12. Cherry Red Wine (Allison) – 3:31
13. If This Is Love - 3:01